# پنگوئن کوچک
پنگوئن کوچک (نام علمی: Eudyptula minor)، کوچک‌ترین گونه پنگوئن است که قدش از ۳۳ سانتی‌متر (۱۳ اینچ) تا ۴۳ سانتی‌متر (۱۷ اینچ) است. پنگوئن‌های کوچک در سواحل جنوبی استرالیا، نیوزیلند و شیلی یافت می‌شوند.